# 宮崎市立大淀小学校
宮崎市立大淀小学校（みやざきしりつ おおよどしょうがっこう）は、宮崎県宮崎市淀川にある公立小学校。

## 概要
- 児童数 - 741名（2021年度）

## 沿革
- 1872年（明治5年）1月1日 - 中村郷校設立。
- 1889年（明治22年）2月14日 - 現在位置に校舎改築、竣工移転（この日を創立記念日と定めた）。
- 1892年（明治25年）7月1日 - 大淀尋常小学校と改称。
- 1904年（明治37年）2月11日 - 大淀尋常高等小学校と改称。
- 1925年（大正14年）5月1日 - 第三宮崎尋常高等小学校と改称。
- 1933年（昭和8年）4月1日 - 高等科を分離し、第三宮崎小学校と改称。
- 1934年（昭和9年）10月14日 - 校旗を改制。
- 1941年（昭和16年）4月1日 - 国民学校令により、第三宮崎国民学校と改称。
- 1945年（昭和20年）
  - 4月26日 - 空襲により、校舎の大部分が破壊され、重要書類全部消失。
  - 9月17日 - 暴風雨のため北校舎半倒壊し、他施設は全壊。以降、分散教育開始。
- 1947年（昭和22年）4月1日 - 学制改革により、宮崎市立第三宮崎小学校と改称。
- 1949年（昭和24年）8月20日 - 宮崎市立大淀小学校と改称。
- 1955年（昭和30年）10月 - 運動会に鹿児島市立谷山小学校6年生が修学旅行で来校（交歓会第1回に位置付け）。
- 1958年（昭和33年）9月29日 - 給食調理室竣工し、学校給食を開始。
- 1961年（昭和36年）9月1日 - 特殊学級を設立。
- 1963年（昭和38年）2月14日 - 創立75周年の記念式を挙行し、校史を発行。
- 1969年（昭和44年）
  - 2月14日 - 創立80周年記念式を挙行し、交通公園屋外放送室と温室が竣工。
  - 9月16日 - 谷山小学校との交歓会15周年記念式を行い、交歓会の歌を発表。
- 1971年（昭和46年）4月1日 - 児童数の増加に伴い、大塚小学校が開校し、第5学年以下384名が移行。
- 1972年（昭和47年）3月30日 - 鉄筋3階建新校舎（各管理棟、特別室、普通教室）竣工。
- 1973年（昭和48年）2月14日 - 体育館が竣工し、落成式挙行。
- 1975年（昭和50年）
  - 3月30日 - 運動場土盛り作業工事完了。
  - 5月31日 - プールロンブル設置。
- 1976年（昭和51年）3月25日 - プール更衣室竣工。
- 1977年（昭和52年）2月14日 - 昭和20年度卒業生より、校歌「額入り」寄贈。
- 1978年（昭和53年）2月14日 - 創立90周年記念事業として、校門新設（卒業生、有志寄贈）。
- 1980年（昭和55年）4月1日 - 児童数の増加に伴い、江南小学校が開校し、381名が移行。
- 1981年（昭和56年）3月15日 - 北校舎9教室が竣工。
- 1982年（昭和57年）
  - 3月5日 - 中校舎北便所、靴、傘置場完成。北校舎側浄化槽完成、北校舎6教室が竣工。
  - 3月25日 - 第94回（昭和56年度）卒業生記念として、谷山小学校交歓記念の森基金の寄贈。同日、運動場体育倉庫完成。
  - 3月30日 - 鉄筋コンクリート建給食室が完成。
- 1983年（昭和58年）
  - 3月25日 - 「友情の森」設置（昭和56年度・57年度・58年度卒業記念として)。
  - 8月5日 - 北校舎西側フェンス取付完成。
  - 10月17日 - 体育館前土間並びにその屋根完成。
  - 11月19日 - プール東側に「造形砂場」完成。
  - 12月28日 - 校門南側並びに北側の一部フェンス取付完成。
- 1984年（昭和59年）
  - 3月25日 - 昭和58年度卒業生より卒業記念品として掲揚台1基寄贈。
  - 7月17日 - プール改築竣工。
  - 9月5日 - 本館各出入口窓、中校舎東棟窓サッシ取替完成。
  - 10月30日 - 体育館屋根張替完成。
  - 11月20日 - 運動場放送室外装、サッシ窓取替完成、運動場スピーカー地下埋込完成。
- 1985年（昭和60年）
  - 8月28日 - 体育館外側渡り縁設置。
  - 10月25日 - 大淀小・谷山小交歓会30周年記念として「友情の森」の記念碑並びに造園完成。
  - 10月31日 - 交歓会30周年記念行事「友情の集い」において記念碑の除幕式挙行。
- 1988年（昭和63年）3月25日 - 昭和62年度卒業生より卒業記念品として、テント1張、書架1個寄贈。
- 1989年（平成元年）
  - 2月14日 - 大淀小学校創立100周年記念式典及び祝賀会挙行。100周年記念事業として実行委員会より、国旗、校旗掲揚台一基及び校内テレビ放送設備一式の寄贈。
  - 3月25日 - 昭和63年度（第97回）卒業生記念として、電子オルゴ－ル式チャイムの寄贈。
- 1990年（平成2年）
  - 2月14日 - 学校の木に「エノキ」を選定。
  - 3月25日 - 図書室に「中村文庫」「岩見文庫」設置。
- 1991年（平成3年）
  - 2月14日 - 創立記念日「20年文庫」寄贈。
  - 3月25日 - 平成2年度（第102回）卒業記念「大淀小学校校歌の碑」寄贈。
  - 3月30日 - 校内電話設置。
  - 6月30日 - ビニールハウス新設、6学年教室床張り替え。
  - 7月9日 - プール足洗い場新設。屋外手洗い場、自転車置場の屋根張り替え。
  - 10月25日 - 運動場入口改修。
  - 11月28日 - 電波法改正に伴う放送機器の導入。
- 1992年（平成4年）
  - 3月25日 - 卒業記念「運動会優勝旗一旒、トロフィー2本」寄贈。
  - 3月30日 - 生活科に伴う、「夢の広場」設置、玄関前スロープ新設。
  - 5月25日 - プール全面塗装工事、並びにプール前通路かさあげ工事。
  - 6月18日 - 南校舎全面防水改修工事。
  - 7月15日 - 学校の位置標柱建立（校門横）。
- 1993年（平成5年）
  - 3月25日 - 卒業記念「体育館演台」寄贈、PTAより「両そで台」寄贈。
  - 7月 - 大淀児童クラブ開設。
- 1994年（平成6年）
  - 2月23日 - 卒業記念「チャイム」寄贈。
  - 3月31日 - シャワー室設置。
  - 8月5日 - 浄化槽室改修工事、作業場建設。
  - 12月13日 - 温水シャワー工事完了。
- 1995年（平成7年）
  - 3月3日 - コンピューターネットワーク配線工事。
  - 8月8日 - 売店改築、渡り廊下改修工事完了。
- 1996年（平成8年）
  - 3月25日 - 卒業記念、図書室用パソコン寄贈。
  - 8月28日 - パソコン室改修工事完了。パソコン20台  AIシステム完成。パソコン室、保健室にエアコン設置。
  - 9月10日 - 図書館のパソコンによる図書管理貸出システムが稼働。
- 1997年（平成9年）
  - 3月25日 - 卒業記念「体育館袖幕一式」寄贈。
  - 3月30日 - 中校舎1階廊下に手洗い施設4か所設置。児童クラブ前にも設置。
  - 11月10日 - 体育館大規模改築工事完了。会議室、備蓄倉庫、更衣室等も新設。
- 1998年（平成10年）1月6日 - 給食室前舗装工事。
- 1999年（平成11年）
  - 2月12日 - 創立110周年記念式典挙行。
  - 6月28日 - 体育館会議室にエアコン設置（PTA・後援会寄贈）。
  - 8月30日 - 南校舎（管理棟）大規模改修耐震工事完了。
  - 10月18日 - パソコン室にインターネット回線接続。
- 2000年（平成12年）1月28日 - 屋外放送棟の建替工事が完成。
- 2001年（平成13年）
  - 3月29日 - 小プール建設。
  - 9月6日 - コンピュータ校内LAN工事が完成。
- 2003年（平成15年）1月25日 - 遊具施設（ハラハラ渡り）改修。
- 2004年（平成16年）
  - 2月14日 - 創立115周年記念式典挙行。
  - 2月27日 - 大プール塗装工事完成。
- 2005年（平成17年）
  - 5月25日 - 第100回大淀小・谷山小交歓会。
  - 9月4日 - 台風14号により学校周辺地域浸水被害。運動場全体浸水し，運動場の仮設。プレハブ校舎床上浸水。6学級被害。
- 2006年（平成18年）
  - 3月24日 - 新中校舎竣工。
  - 3月25日 - 大淀小後援会よりテント2張、記録掲示板，児童図書の贈呈、玄関前池改修工事。
  - 4月20日 - 新中校舎落成記念式典。
  - 8月15日 - 屋外体育倉庫新築。
- 2007年（平成19年）
  - 2月15日 - 大淀小後援会より体育館ステージ後幕の贈呈。
  - 4月1日 - 情緒障がい特別支援学級開設。
- 2008年（平成20年）
  - 2月15日 - 体育館入口に冷水機設置。
  - 4月1日 - 小中連携確立支援事業指定。
  - 8月31日 - 北校舎靴箱・北校舎前トイレバリアフリー化完成。
- 2009年（平成21年）
  - 2月13日 - 創立120周年記念式典挙行し、大淀小学校後援会よりティンパニ4台贈呈。
  - 2月20日 - 藤棚支柱等改修工事完成。
  - 3月10日 - 南校舎東側ピロティバリアフリー化完成。
  - 3月19日 - 運動場緑化完成。
  - 5月28日 - 運動場（芝生）供用開始式。
  - 7月10日 - 創立120周年記念航空写真撮影（全学年）。
- 2010年（平成22年）
  - 8月25日 - 中校舎・北校舎1階2階渡り廊下に防鳥ネット設置。
  - 8月27日 - 北校舎北側ブロック周辺樹木伐採。
- 2011年（平成23年）4月6日 - 体育館入口に冷水機設置（PTAより）。
- 2012年（平成24年）1月31日 - PTAより防犯カメラ寄贈。
- 2014年（平成26年）2月14日 - 創立125周年記念式典挙行。
- 2018年（平成30年）
  - 6月1日 - 江坂設備工業株式会社によるトイレ贈呈式。
  - 10月9日 - 自動火災報知設備受信機取替。
- 2019年（平成31年・令和元年）
  - 2月9日 - 防災かまどベンチ作製。
  - 2月20日 - 創立130周年記念式典挙行。校旗」(PTA)、「すべり台・雲梯」(大淀小後援会)寄贈。
  - 12月23日 - 掲揚台柵改修工事。
- 2020年（令和2年）
  - 11月27日 - 北・中・南校舎の普通教室25、特別支援教室3に）エアコン設置完了。
  - 12月15日 - 特別教室（理科室等）エアコン設置完了。
  - 12月18日 - 運動場遊具（吊り輪）の入替工事完了。
- 2021年（令和3年）3月22日 - 各学年タブレット保管庫設置工事完了。

## 通学区域
大淀小学校の通学区域には以下の区域が指定されている。
- 大字恒久の一部
- 太田の一部
- 大坪町の一部
- 大坪西
- 大坪東
- 大淀4丁目の一部

- 京塚
- 京塚町
- 谷川
- 谷川町3丁目
- 天満1丁目 - 2丁目、3丁目の一部
- 天満町

- 中村西1丁目 - 2丁目、3丁目の一部
- 中村東1丁目 - 2丁目、3丁目の一部
- 花山手東
- 福島町1丁目 - 3丁目
- 福島町の一部
- 古城町の一部
- 淀川

## アクセス
- 宮崎交通
  - 「大淀小前」停留所下車後、徒歩約235m・約4分
  - 「大淀中前」停留所下車後、徒歩約380m・約6分。
    - なお、学校付近で路線バスは一方通行扱いの運行のため、「大淀小前」停留所は宮崎駅方面行バスのみの、「大淀中前」停留所は宮崎駅発バスのみの、それぞれ停車となる。
    - また、両停留所共、学校敷地までの直線距離は近いが、道路形状の関係で、遠廻りとなる。